# Buscant justícia
Buscant justícia (títol original: Out For Justice) és un film d'acció americà dirigida per John Flynn, estrenada l'any 1991. Ha estat doblada al català.

## Argument
Un policia de mètodes expeditius de Nova York acorrala un cap de la droga que coneix, que ha matat el seu col·lega i amic d'infantesa.
Gino Felino i Richie Madano han viscut al mateix barri a Nova York. Però Richie ha esdevingut un traficant de droga, mentre que Gino ha escollit el bon costat de la justícia esdevenint policia a Brooklyn i està casat i és pare d'un noi. Un dia, el malfactor mata el company i amic d'infantesa del policia, Bobby Lupo, davant els ulls de la seva família. Gino ho investiga amb la finalitat de fer-li pagar mentre que Don Vittorio, el cap al qual pertany el territori on Lupo va ser mort, envia els seus homes al darrere de Madano…

## Repartiment
- Steven Seagal: detectiu Gino Felino
- William Forsythe: Richie Madano
- Anthony DeSando: Vinnie Madano
- Jerry Orbach: capità Ronnie Donziger
- Jo Champa: Vicky Felino
- Shareen Mitchell: Laurie Lupo
- Ronald Maccone: Don Vittorio
- Sal Richards: Frankie
- Gina Gershon: Pattie Madano
- Gianni Russo: Sammy
- Jay Acovone: Bobby Arms
- Dominic Chianese: Mr. Madano
- Vera Lockwood: Mrs. Madano
- Ed Deacy: Detectiu Deacy
- Julianna Margulies: Rica
- Dan Inosanto: Sticks

## Banda original
Etiqueta Varese Sarabande, 1993 (Soundtrack)
1. "Don't Stand in My Way" - Gregg Allman
2. "Shake the Firm"
3. "Temptation"
4. "When the Night Comes Down" - Todd Smallwood
5. "One Good Man" - Kymberli Armstrong
6. "Puerto Riqueno" - Michael Jiménez
7. "Bad Side of Town - Sherwood Ball
8. "Bigger They Are (The Harder They Fall)
9. "Main Title" - David Michael Frank
10. "One Night in Brooklyn" - David Michael Frank
11. "Final Encounter" - David Michael Frank

## Al voltant de la pel·lícula
- Matthew Madonna de la Família Lucchese és el mafiós i assassí psicòtic que inspira el personatge de Richie Madano.
- Primer paper al cinema per Julianna Margulies, tres anys abans de donar-se a conèixer amb el paper de Carol Hathaway a Urgències.
- La paraulota fuck és pronunciat 114 vegades al film.[3]
- En l'escena de lluita entre Gino i Richie, Steven Seagal va ferir accidentalment William Forsythe al nas colpejant aquest últim contra un mur.[4]